# Bay Roberts
Bay Roberts est une ville située sur l'île de Terre-Neuve dans la province de Terre-Neuve-et-Labrador au Canada. La population y était de 6 012 en 2016.

## Géographie
Bay Roberts est situé sur la péninsule de Bay de Verde, une partie de la péninsule d'Avalon, dans l'Est de l'île de Terre-Neuve dans la province de Terre-Neuve-et-Labrador.

## Démographie
| 2001  | 2006  | 2011  | 2016  |
| ----- | ----- | ----- | ----- |
| 5 237 | 5 414 | 5 818 | 6 012 |